# Linha Tronco (Companhia Mogiana de Estradas de Ferro)
A Linha Tronco da Estrada de Ferro Mogiana é uma ferrovia radial brasileira, em bitola métrica, que liga a cidade de Campinas (SP) com a cidade de Araguari (MG), passando por Mogi Mirim, Mogi Guaçu, Ribeirão Preto, Uberaba e Uberlândia. Durantes décadas, inúmeras retificações foram feitas em seu traçado original, tornando a linha atual diferente em praticamente toda a sua extensão.

## História
A linha-tronco original da Mogiana foi formada por três trechos construídos pela própria Companhia Mogiana de Estradas de Ferro. O primeiro trecho chamado de Linha Tronco, foi inaugurado em 1875 partindo de Campinas e seguindo até a Estação Entroncamento (pouco depois de Ribeirão Preto), onde chegou em 1886. O segundo trecho, chamado de Linha do Rio Grande, foi inaugurado ainda em 1886, sendo que em 1888 chegou a Rifaina onde cruzou o Rio Grande, divisa de São Paulo com Minas Gerais.
Em terras mineiras, a linha mudava o nome para Linha do Catalão, já que a ideia da Mogiana era alcançar Catalão, em Goiás e dali seguir para Belém do Pará, intenção que nunca se concretizou. A Linha do Catalão foi construída entre 1888 e 1889 até Uberaba, tendo chegado em 1895 a Uberabinha (atual Uberlândia) e 1896 a Araguari. 
Durante as décadas de 1970 e 1980, a Fepasa (administradora do trecho na época) desenvolveu o projeto do Corredor de Exportação Araguari-Santos, que visava a modernização do trecho que incluía toda a Linha Tronco da Mogiana. Então, uma série de retificações foram feitas em seu traçado original, tornando a linha atual diferente em praticamente toda a sua extensão.

## Operação
Inicialmente parte da Malha Paulista, os trechos correspondentes a Linha Tronco da Mogiana foram passados para a Ferrovia Centro Atlântica (FCA) pela RFFSA, em 1999, e atualmente é operada pela concessionária VLI. 

## Velocidade
A ferrovia possuí raio mínimo de curva de 100 m e rampa máxima de 3%, o que permite uma velocidade máxima de 41 km/h.